# Orbán
Az Orbán férfinév a latin Urbanus névből ered, amelynek jelentése: városi. Női párja: Urbána.  Vámbéri Ármin megemlít egy Khodzsa Orbán nevű búcsújáró helyet a „Dervisruhában Közép-Ázsián át” című könyvében.

## Rokon nevek
- Orbó:[1] régi magyar személynév, ami lehet az Orbán beceneve, de lehet szláv eredetű is, a jelentése ekkor fűzfa.[2]
- Urbán:[1] az Orbán névnek a latin eredetihez közelebb álló alakja.[4]

## Gyakorisága
Az 1990-es években az Orbán, Orbó és Urbán szórványos név, a 2000-es években nem szerepelnek a 100 leggyakoribb férfinév között.

## Névnapok
Orbán
- május 25.[2]
- június 29.[2]
- július 29.[2]
- december 19.[2]

Orbó
- június 29.[2]

Urbán
- április 1.[4]
- május 25.[4]
- június 29.[4]
- december 19.[4]

## Híres Orbánok, Orbók és Urbánok
- Orbán (ágyúöntő)
- Kolompár Orbán politikus, roma önkormányzati vezető

### Pápák
- I. Orbán pápa, avagy Szent Orbán
- II. Orbán pápa
- III. Orbán pápa
- IV. Orbán pápa
- V. Orbán pápa
- VI. Orbán pápa
- VII. Orbán pápa
- VIII. Orbán pápa